# Vieux-Mareuil
Vieux-Mareuil (okzitanisch Vielh Maruelh) ist eine Ortschaft und eine Commune déléguée in der französischen Gemeinde Mareuil en Périgord mit 313 Einwohnern (Stand: 1. Januar 2022) im Département Dordogne in der Region Nouvelle-Aquitaine. Zuständiger Gemeindeverband war die Communauté de communes Dronne et Belle. Das Gebiet der Commune déléguée ist Teil des Regionalen Naturparks Périgord-Limousin. Die Einwohner werden als Vieux-Mareuillais bzw. Vieux-Mareuillaises bezeichnet.

## Etymologie
Vieux-Mareuil, okzitanisch Vielh Maruelh, leitet sich ab von der gallischen Wortwurzel mare (groß) und der Endung -ialo (Rodung, Lichtung). Der Zusatz vieux (alt) weist darauf hin, dass die Gemeinde älter ist als die Neugründung Mareuil. Eine andere Hypothese beruft sich auf den römischen Funktionär Lucius Marullus, der hier eine Villa gehabt haben soll.

## Geographie

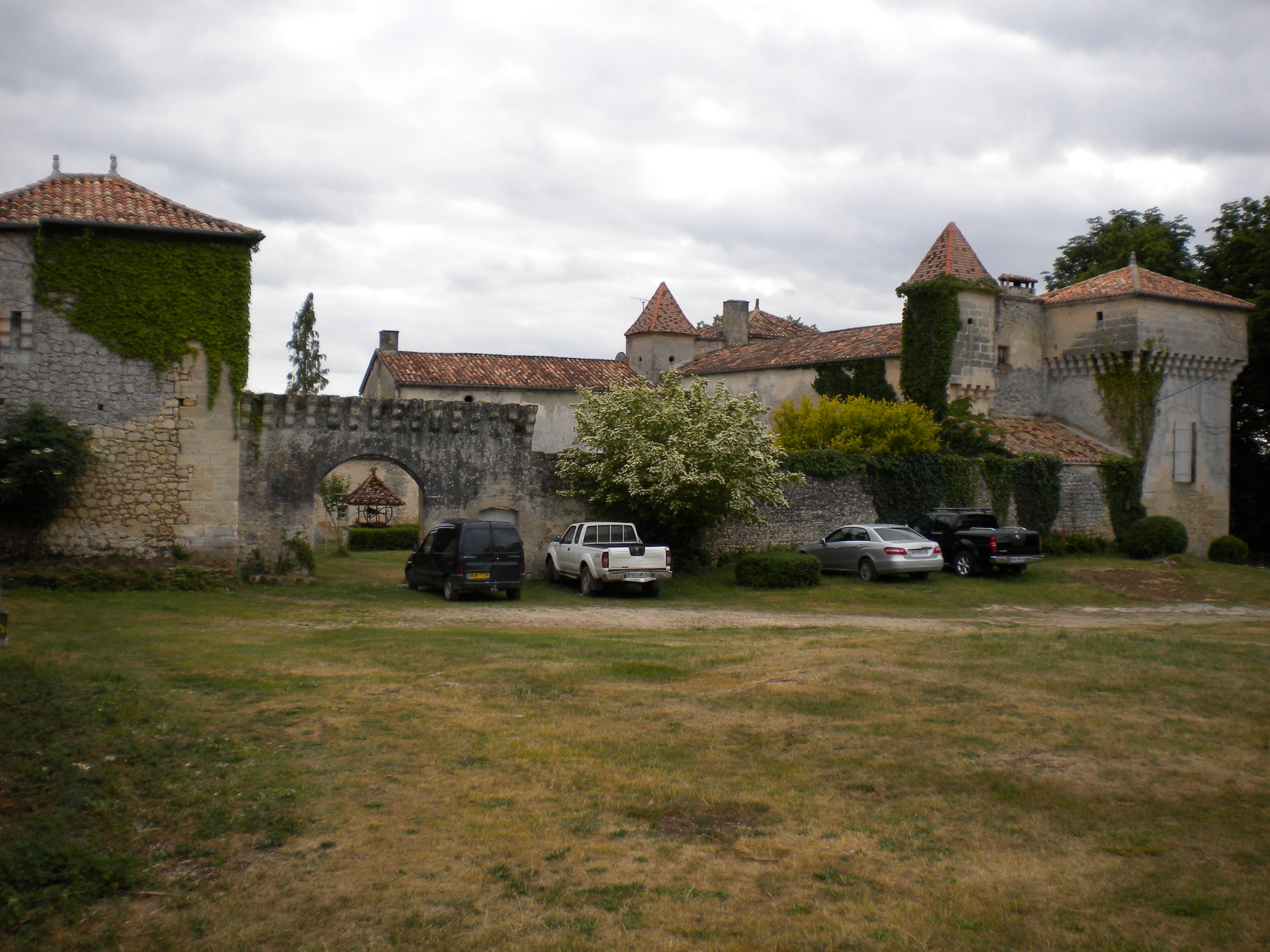
Das Château de Chavaroche

Vieux-Mareuil liegt 13 Kilometer nordwestlich von Brantôme und vier Kilometer südöstlich von Mareuil (Luftlinie).
Die Gemeinde Vieux-Mareuil wurde von folgenden Nachbargemeinden umgeben:
|                          | Saint-Sulpice-de-Mareuil                    | Champeaux-et-la-Chapelle-Pommier |
| Mareuil                  | Kompassrose, die auf Nachbargemeinden zeigt | Monsec                           |
| La Chapelle-Montabourlet | Léguillac-de-Cercles                        |                                  |

Neben dem Ortskern besteht die Commune déléguée aus folgenden Geländepunkten, Weilern, Gehöften, Schlössern und einer Mühle:
Brégnac, Chanet, Chanet de la Lande, Chavaroche bzw. Chaveroche, Chez Nardonnet, Chez Noaillac, Combe de l'Autel, Combe de Larat, Fronsac, Fougères, Grange Neuve, L'Étang Bleu, La Beynichie, La Chassagne, La Férédie, La Forêt, La Grande Pièce, La Jardonnie, La Moulade, La Plagne, La Pointerie, La Roussie, La Salle, Le Cheyrou, Le Maupas, Le Pré de la Serve, Les Chabannes, Les Chambarrières, Les Combettes, Les Coufourches, Les Fayes, Les Ferlandes, Les Gages, Les Landes, Les Marteilles, Les Plagnes, Les Potences, Les Pradelles, Les Tuiles, Leycoussey, Maraf(f)y, Montozon, Moulin du Roc, Rouchatoux und Terme des Balances.
Der topographisch tiefstgelegene Punkt mit 109 Metern über dem Meer liegt im Nordwesten an der Belle, die hier das Gebiet der Commune déléguée verlässt. Der höchste Punkt erreicht 226 Meter an der Nordostecke zu La Chapelle-Pommier. Die maximale Höhendifferenz beträgt somit 117 Meter. Die durchschnittliche Meerhöhe beträgt 168 Meter, das Rathaus von Vieux-Mareuil im Ortskern befindet sich auf 131 Meter.
Vieux-Mareuil war flächenmäßig die größte Gemeinde im Kanton Mareuil, rangierte aber in Einwohnerzahlen nur an dritter Stelle.
Vieux-Mareuil gehört landschaftsgeographisch zum Mareuillais innerhalb des Ribéracois. In der Tourismusbranche wird sie dem Périgord vert zugeordnet.

### Verkehrsanbindung
Durch den Ortskern von Vieux-Mareuil verläuft die Hauptverkehrsader D 939 von Angoulême nach Périgueux. Ferner quert die von Norden, aus Saint-Sulpice-de-Mareuil kommende D 93; sie führt in Südrichtung weiter nach Léguillac-de-Cercles. Die D 708 von Nontron nach Mareuil kann neben der D 93 auch über eine Kommunalstraße erreicht werden, welche am Château de Chaveroche und am Manoir de Fronsac vorbeizieht. Die im Süden verlaufende D 100 E von Gout-Rossignol nach Léguillac-de-Cercles kann über eine am Weiler Brégnac vorbeiführende Kommunalstraße angesteuert werden.

### Fernwanderweg
Der von Léguillac-de-Cercles kommende Fernwanderweg GR 36 zieht durch das südwestliche vormalige Gemeindegebiet von Vieux-Mareuil. Er setzt sich dann über Mareuil nach La Rochebeaucourt-et-Argentine fort.

## Hydrographie
Das Gebiet der Commune déléguée von Vieux-Mareuil wird von der Belle entwässert, die von Monsec aus in westlicher bzw. nordwestlicher Richtung zur Nizonne hin abfließt. Ein rechter Nebenfluss der Belle ist der von Nordosten kommende Ruisseau de l'Étang Rompu, der in seinem Oberlauf noch als Ruisseau de Fongenade bezeichnet wird. Der Bach ist zu mehreren Weihern aufgestaut und mündet kurz vor dem Ortskern in die Belle; von Marafy eilt ihm ein kleiner linker Seitenarm entgegen. In der Nähe von La Roussie entspringt ferner ein kleiner rechter Seitenarm, der an der Westgrenze in die Belle mündet.
Linksseitig besitzt die Belle nur nach Norden gerichtete Trockentäler als Nebenarme (die drei Täler von Badaillac – Ostgrenze zu Monsec –,Brégnac und Les Coufourches). Die Combe de l’Autel, anfangs ebenfalls noch ein Trockental, bildet einen Teil der Westgrenze zu Mareuil. Es entwässert gen Nordwest nach Mareuil.

## Geologie

Geologische Karte der neugeschaffenen Gemeinde Mareuil en Périgord

Der Untergrund von Vieux-Mareuil besteht vollständig aus mehr oder weniger flachliegenden (Einfallswinkel von 4° nach Süd) Sedimenten des nordöstlichen Aquitanischen Beckens.
Älteste aufgeschlossene Formation ist das Cenomanium (Formation c1-2), anstehend entlang der Belle an der Westgrenze zu Mareuil. Es besteht aus austern-haltigen, grünen Mergeln, Feinsanden und sandigen Alveolinenkalken. Darüber folgen die knolligen Kreidekalke des Ligériens (Formation c3a), die auch den Ortskern unterlagern. Das Ligérien säumt beide Flussseiten entlang der Belle und erstreckt sich bis zur Ostgrenze mit Monsec. Die beiden Hänge des Belletals werden von resistenten Rudistenkalken des Angoumiens (Turonium) aufgebaut, bestehend aus der steilwand-bildenden Angoulême-Formation und dem Oberturon (Formationen c3b und c3c). Anschließend folgen die harten Fossilkalke des Coniaciums (Formation c4), die einen Großteil des südlichen Gemeindegebiets einnehmen; auch auf dem nördlichen Höhenzug sind sie zugegen, werden aber gegen Norden von der Mareuil-Störung abgeschnitten. Auf das Coniacium legt sich Untersanton – graue, glaukonit-führende Kalke, zu sehen an der Südgrenze und unmittelbar nördlich der Mareuil-Störung (Formation c5a). Die Oberkreide endet im Norden mit Austernschill enthaltenden Kalkmergeln des Mittel- und Obersantons (Formation c5b-c) sowie einem kleinen Vorkommen an Untercampanium (Formation c6a) bei Montozon.
Weite Geländeabschnitte im Norden werden schließlich von pleistozänen Hüllsedimenten (Kolluvium) verdeckt, welche aus sandigen Lagen des Santons hervorgegangen sind (Formation ACC auf der geologischen Karte). Die Seitentäler der Belle als auch rechte Seitentäler des Ruisseau de l'Étang Rompu bzw. des Ruisseau de Fongenade und dessen Quellbereich werden von würmzeitlichen Hangschutt aus Kalkbruch in einer Matrix aus Sanden und Tonen verfüllt (Formation GP). In den Talungen der Belle ist holozäner Alluvialboden abgesetzt (Formation K).
Die Trockentäler sind auf Karsterscheinungen im Turon zurückzuführen.
Vieux-Mareuil liegt direkt auf dem Ostausläufer der Mareuil-Antiklinale, die gen Ostsüdost abtaucht. Die Nordflanke der Antiklinale wird von der ostnordost-streichenden Mareuil-Störung durchschlagen, die den südlichen Schichtverband um rund 50 Meter angehoben hat.
Die Angoulême-Formation war einst ein geschätzter Baustein und wurde in mehreren Steinbrüchen bei La Salle gegenüber von Moulin du Roc abgebaut. Residuell oberhalb des Turons aufliegender Sidérolithique (Eozän) wurde auf seinen Eisengehalt hin abgeschürft (nordöstlich von Chavaroche).

## Ökologie

### Naturpark
Die ehemalige Gemeinde Vieux-Mareuil bildete seit 1998 einen integralen Bestandteil des Regionalen Naturparks Périgord-Limousin. Ihre Mitgliedschaft wurde im Jahr 2011 erneuert.

### Schutzgebiete
Die Commune déléguée besitzt verschiedenerlei Schutzgebiete (ZNIEFF – Französisch zone naturelle d'interêt écologique, faunistique et floristique):

#### Schutzgebiete des Typus 1
Schutzgebiete des Typus 1 finden sich entweder in einem schmalen Streifen entlang der Belle – unter der Bezeichnung Vallée de la Belle. Für dieses Areal sind zwei Arten charakteristisch – das Säugetier Europäischer Nerz (Mustela lutreola) und die Pflanze Schachblume (Fritillaria meleagris). Oder unter dem Titel Coteaux calcaires des bords de la Nizonne et de la Belle als Kalkhangwiesen entlang der Belle. Die Kalkhangwiesen sind aber nicht zusammenhängend, sondern in mehr als ein Dutzend kleinere Areale aufgespalten, welche ungefähr einen Quadratkilometer in Anspruch nehmen. Sie enthalten mehr als 160 verschiedene Pflanzenarten. Darunter die Färberdistel Carthamus mitissimus, der Steppen-Wolfsmilch (Euphorbia seguieriana), das Gewöhnliche Nadelröschen (Fumana procumbens), das Graue Sonnenröschen (Helianthemum canum), die Erd-Segge (Carex humilis), der Nizza-Mauerpfeffer (Sedum sediforme), Arenaria controversa und das Niederliegende Leinblatt (Thesium humifusum). Hierzu gesellen sich 18 Orchideenarten, darunter Rotes Waldvöglein (Cephalanthera rubra), Ohnhorn (Orchis anthropophora), Violetter Dingel (Limodorum abortivum), Großes Zweiblatt (Neottia ovata), Bocks-Riemenzunge (Himantoglossum hircinum), Kleines Knabenkraut (Anacamptis morio), Brand-Knabenkraut (Neotinea ustulata), Helm-Knabenkraut (Orchis militaris), Männliches Knabenkraut (Orchis mascula), Mücken-Händelwurz (Gymnadenia conopsea), Pyramiden-Hundswurz (Anacamptis pyramidalis), Purpur-Knabenkraut (Orchis purpurea), Bienen-Ragwurz (Ophrys apifera), Große Spinnen-Ragwurz (Ophrys sphegodes), Hummel-Ragwurz (Ophrys holoserica), Braune Ragwurz (Ophrys fusca), Fliegen-Ragwurz (Ophrys insectifera) und Grünliche Waldhyazinthe (Platanthera chlorantha).

### Schutzgebiet des Typus 2
Unter dem Titel Vallée de la Nizonne bildet das Tal der Belle ferner ein Schutzgebiet des Typus 2. Seine Fauna besteht aus ungefähr 250 Arten, von denen 30 als charakteristisch angesehen werden, darunter 20 Säugetierarten (davon 18 Fledermausarten), 7 Insektenarten (davon 4 Schmetterlinge), 2 Amphibienarten und eine Reptilart. Seine Flora enthält über 200 Pflanzenarten, von denen 9 als ausschlaggebend gelten. Neben der bereits angeführten Schachblume sind dies Gelbe Wiesenraute (Thalictrum flavum), Lungen-Enzian (Gentiana pneumonanthe), Graues Sonnenröschen (Helianthemum canum), Lockerblütiges Knabenkraut (Anacamptis laxiflora), Nizza-Mauerpfeffer (Sedum sediforme),  Arenaria controversa, Wald-Simse (Scirpus sylvaticus) und Verkannter Wasserschlauch (Utricularia australis).

## Geschichte

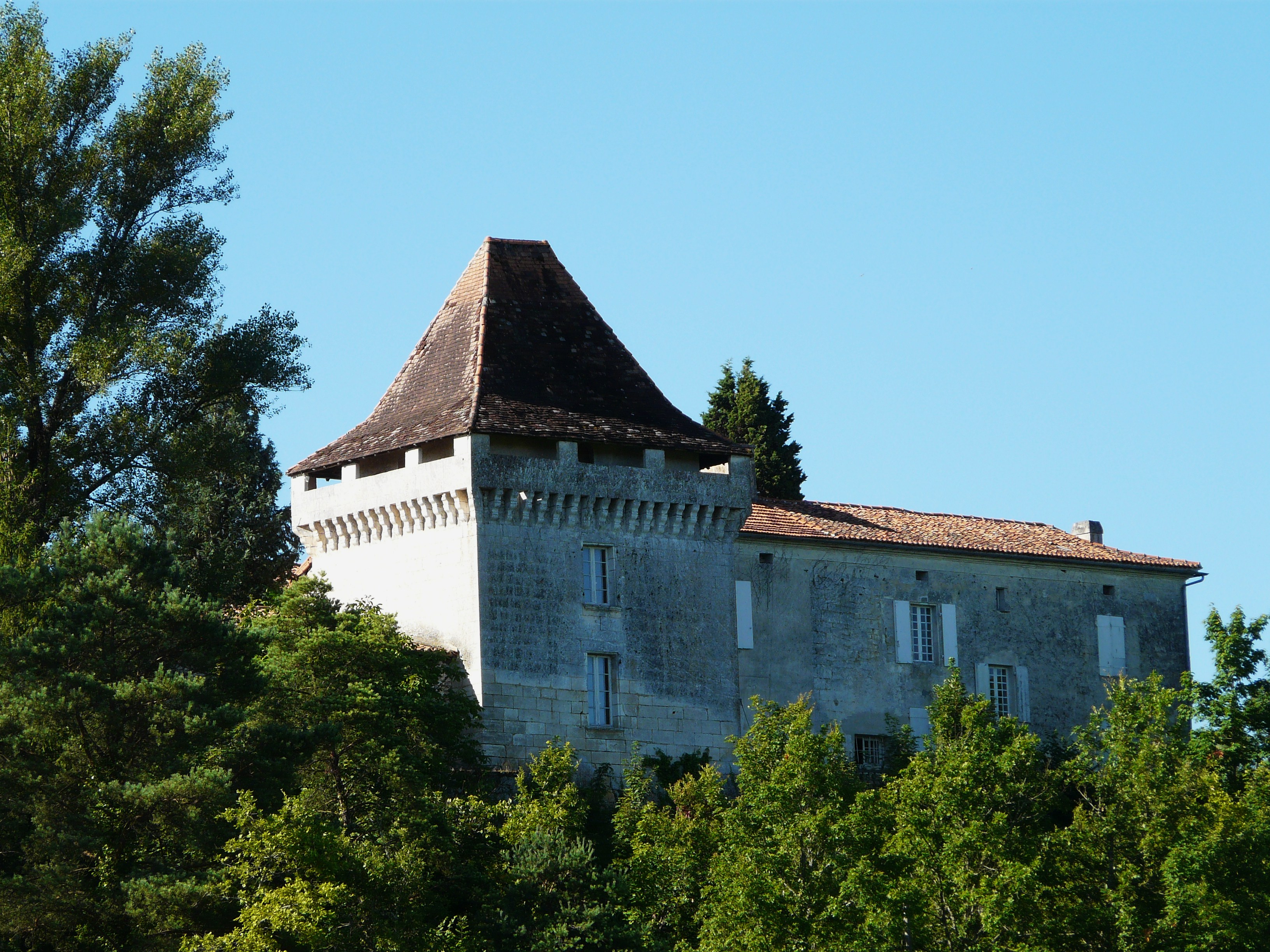
Château de Chanet

Die Anwesenheit des Menschen in der Gemeinde Vieux-Mareuil geht bis ins Magdalénien zurück, belegt durch Funde in der Fronsac-Höhle. Während der Römerzeit befand sich im Ortskern eine Villa, bestätigt durch Mosaikfunde. Auch Überreste aus der gallorömischen und der merowingischen Epoche sind vorhanden. Die Existenz der Pfarrei von Vieux-Mareuil ist für das Jahr 800 gesichert. Von der ursprünglich recht großen Pfarrei (mit Sitz eines Erzpriesters) wurden später die neuen Pfarreien Saint-Pardoux, Saint-Priest und Saint-Sulpice abgetrennt. Die Ortskirche Saint-Pierre-ès-Liens wurde im 12. Jahrhundert errichtet. Zur gleichen Zeit gründete der weltliche Herrscher, der Baron von Mareuil, sein Schloss unweit von Saint-Priest  im 5 Kilometer entfernten Mareuil. Der Zusatz Vetus (alt) taucht zum ersten Mal im 13. Jahrhundert auf, um den Ort von der benachbarten Seigneurie in Mareuil unterscheiden zu können. Im Verlauf des 15. Jahrhunderts wurde mit dem Bau zweier der Schlösser, dem Château de Chanet und dem Château de Chaveroche, begonnen. Der Herrensitz Manoir de Fronsac entstand im 17. Jahrhundert, ihm folgte im 18. Jahrhundert ein weiteres Schloss, das Château de Maraffy. Die einstige kirchliche Sonderstellung der Pfarrei von Vieux-Mareuil ging mit der Französischen Revolution und anschließend mit dem Konkordat von 1801 endgültig verloren. Der Nachbarort Mareuil wurde damals als Sitz des Kantons auserkoren.
Vieux-Mareuil wurde mit Wirkung vom 1. Januar 2017 mit den Gemeinden Champeaux-et-la-Chapelle-Pommier, Les Graulges, Léguillac-de-Cercles, Mareuil, Monsec, Puyrenier, Saint-Sulpice-de-Mareuil und Beaussac zur Commune nouvelle Mareuil en Périgord zusammengeschlossen und verfügt seither dort über den Status einer Commune déléguée. Die Gemeinde Vieux-Mareuil gehörte zum Kanton Brantôme.

## Bevölkerungsentwicklung
| Jahr | Einwohner |  |
| 1962 | 425       |  |
| 1968 | 393       |  |
| 1975 | 398       |  |
| 1982 | 384       |  |
| 1990 | 350       |  |
| 1999 | 342       |  |
| 2006 | 331       |  |
| 2007 | 329       |  |
| 2008 | 327       |  |
| 2012 | 345       |  |
| 2016 | 344       |  |
| 2019 | 336       |  |

Quelle: INSEE
Die Bevölkerungsentwicklung in Vieux-Mareuil war generell rückläufig. Ab 2008 hatte eine Stabilisierung eingesetzt.

## Sehenswürdigkeiten
- Fronsac-Höhle aus dem Magdalénien, seit 1997 Monument historique, für Besucher geschlossen
- Abri Roc de Rappe mit Klause
- romanische Kirche Saint-Pierre-ès-Liens aus dem 12. Jahrhundert, Monument historique
- Château de Chanet, Monument historique. 15. Jahrhundert
- Château de Chaveroche, 15. Jahrhundert
- Herrensitz Manoir de Fronsac, 17. Jahrhundert
- Château de Maraffy, 18. Jahrhundert

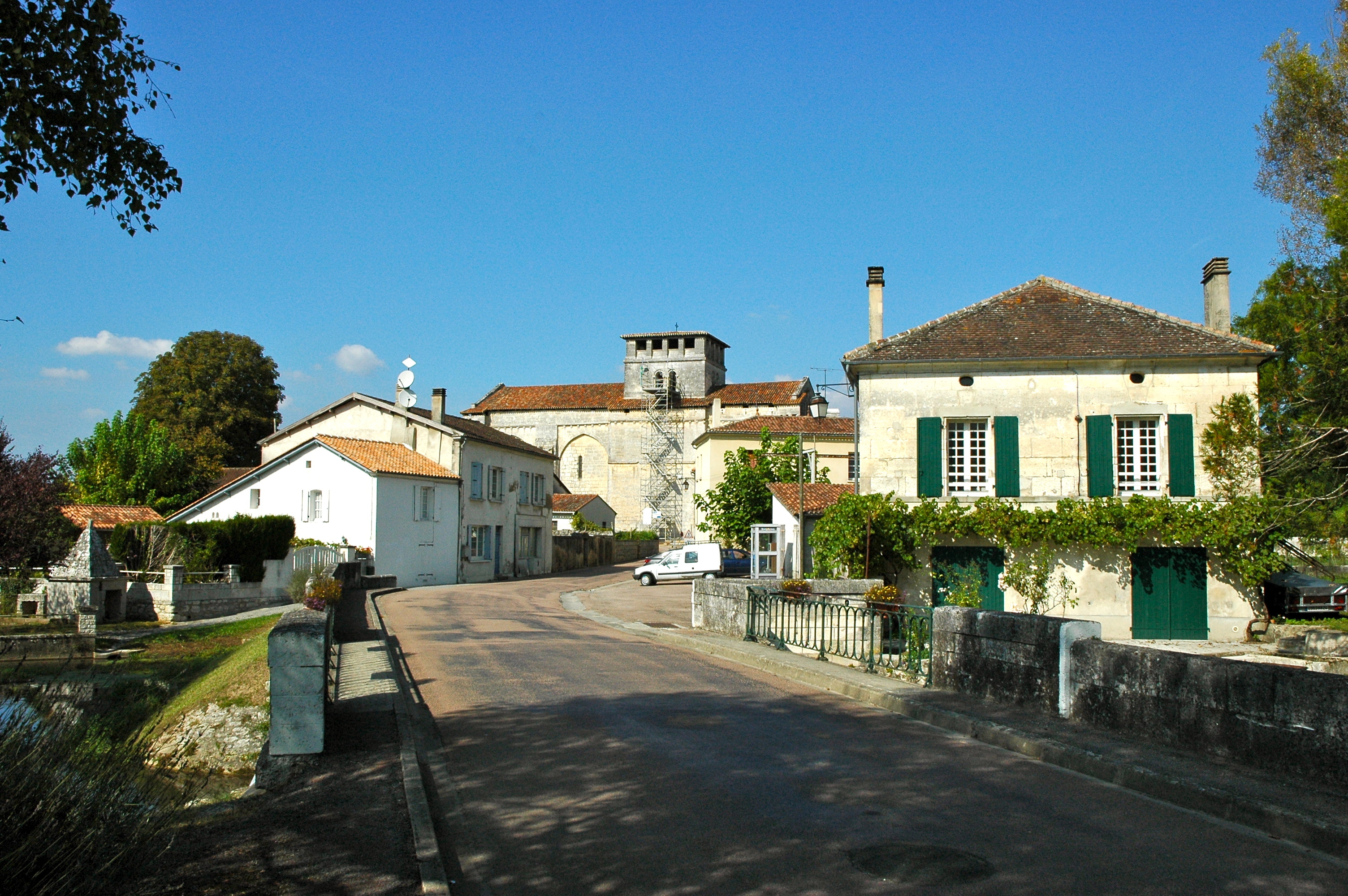
Ortseingang nach Vieux-Mareuil mit Brücke über die Belle im Vordergrund
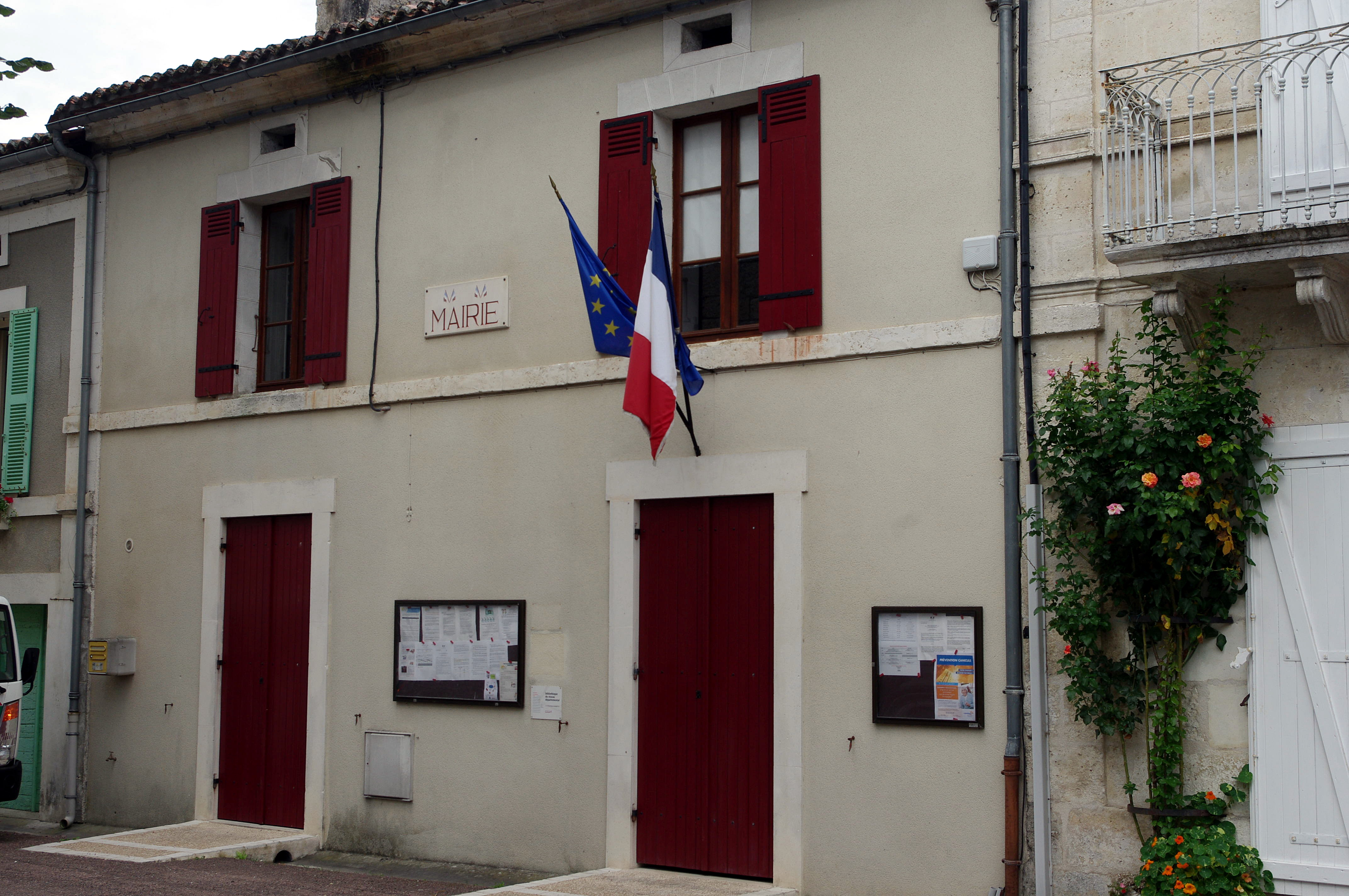
Rathaus von Vieux-Mareuil
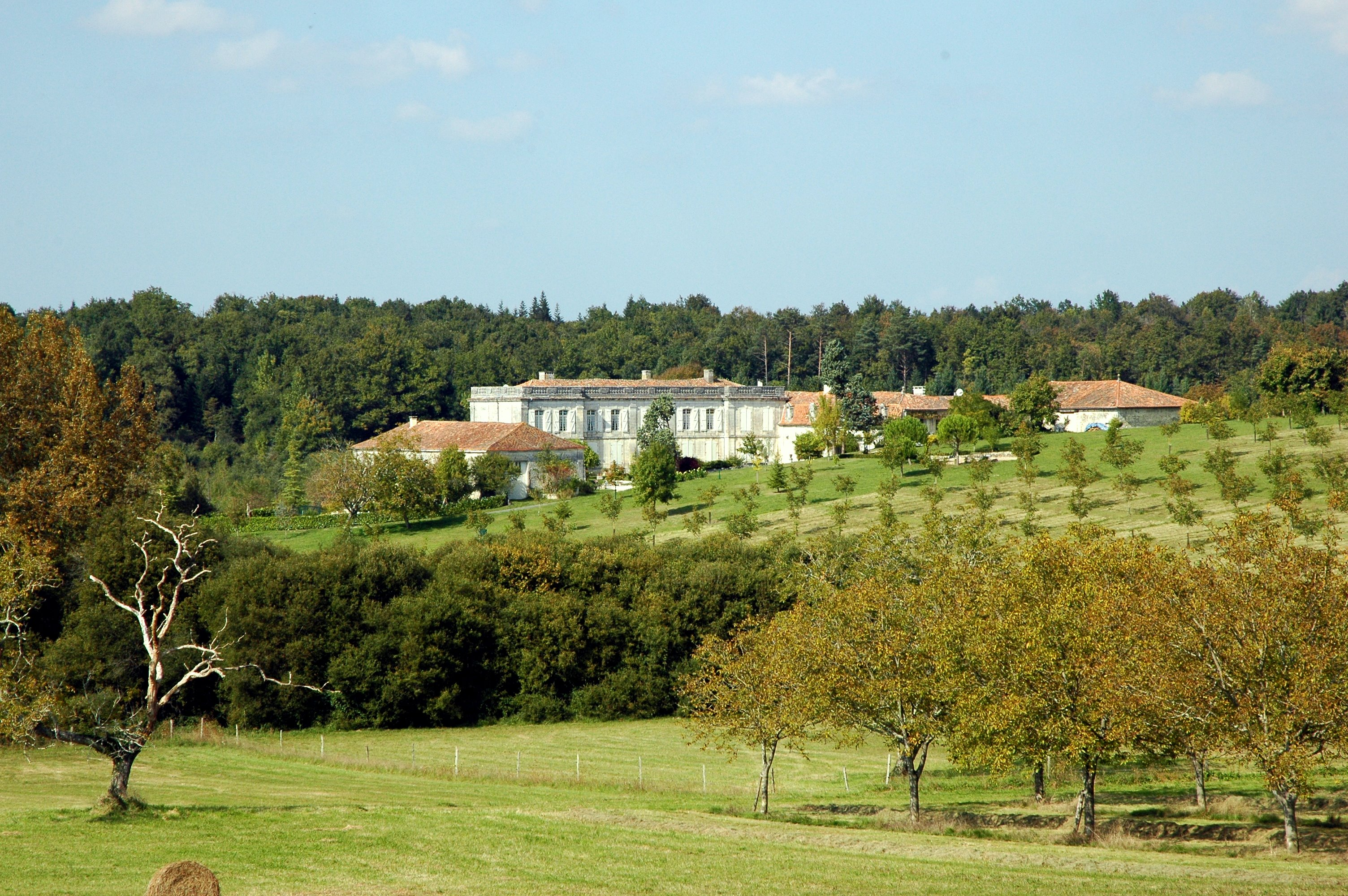
Das Château de Maraffy
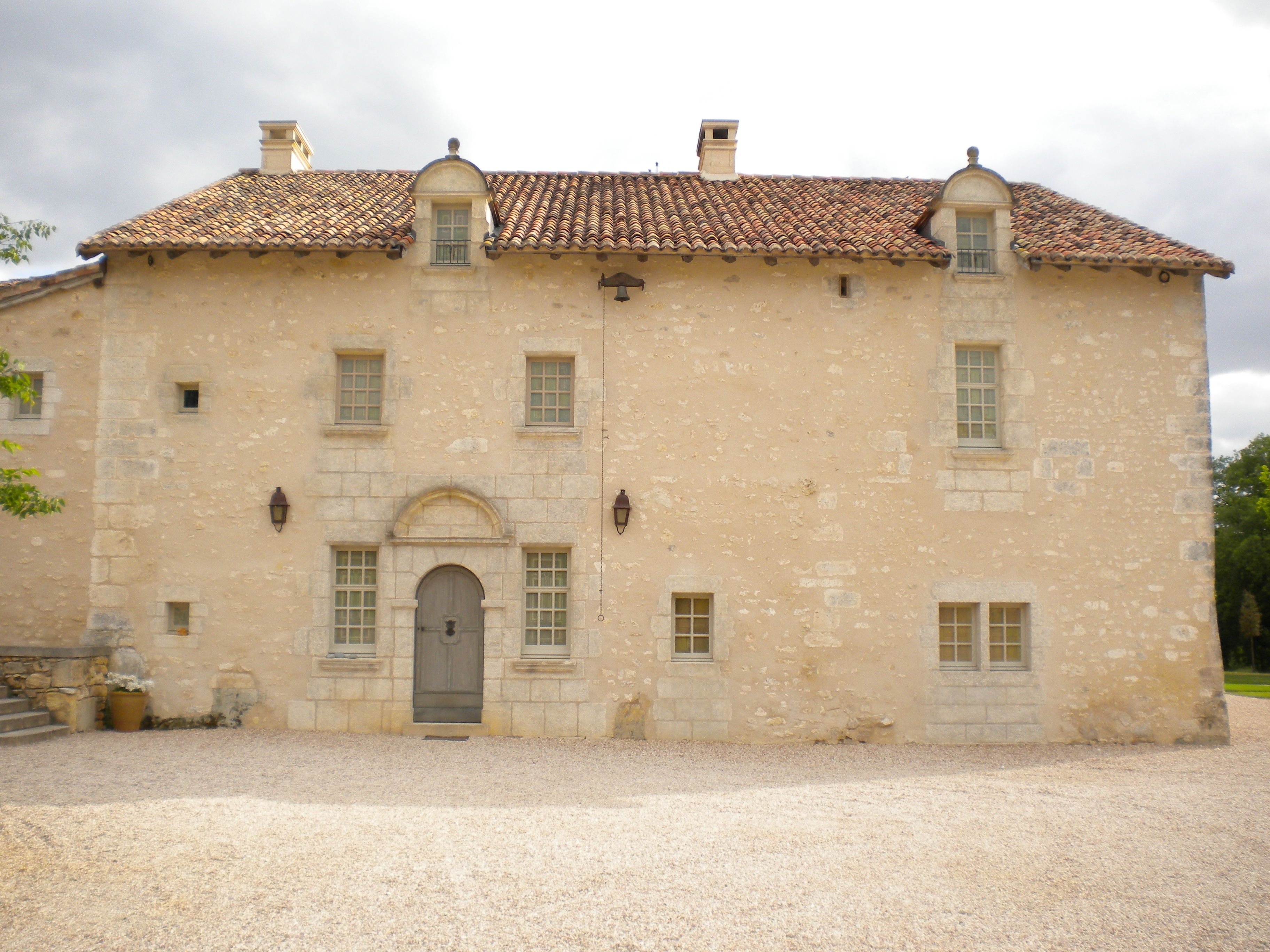
Der Herrensitz Manoir de Fronsac
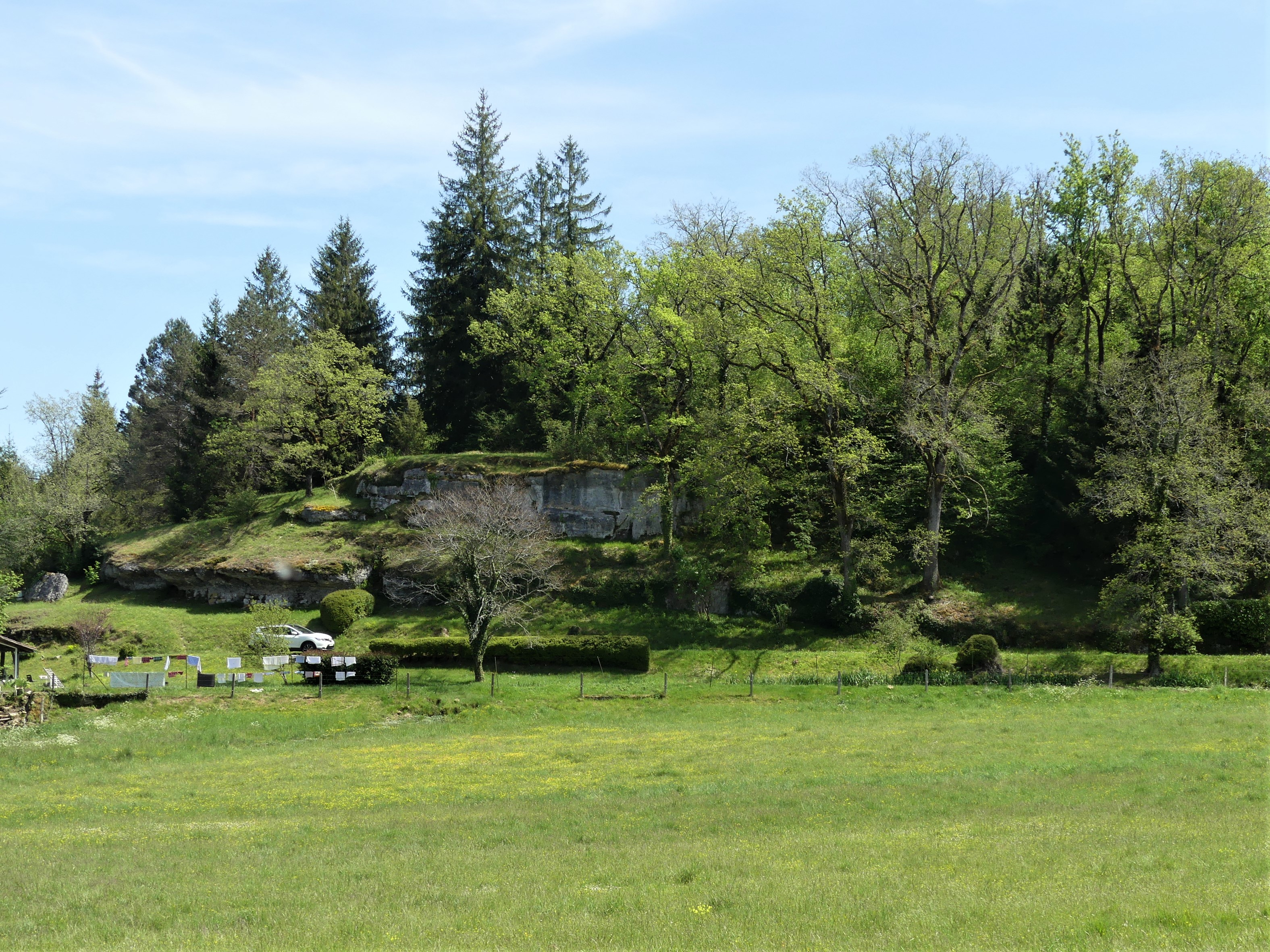
Anstehendes Turonium bei Moulin du Roc
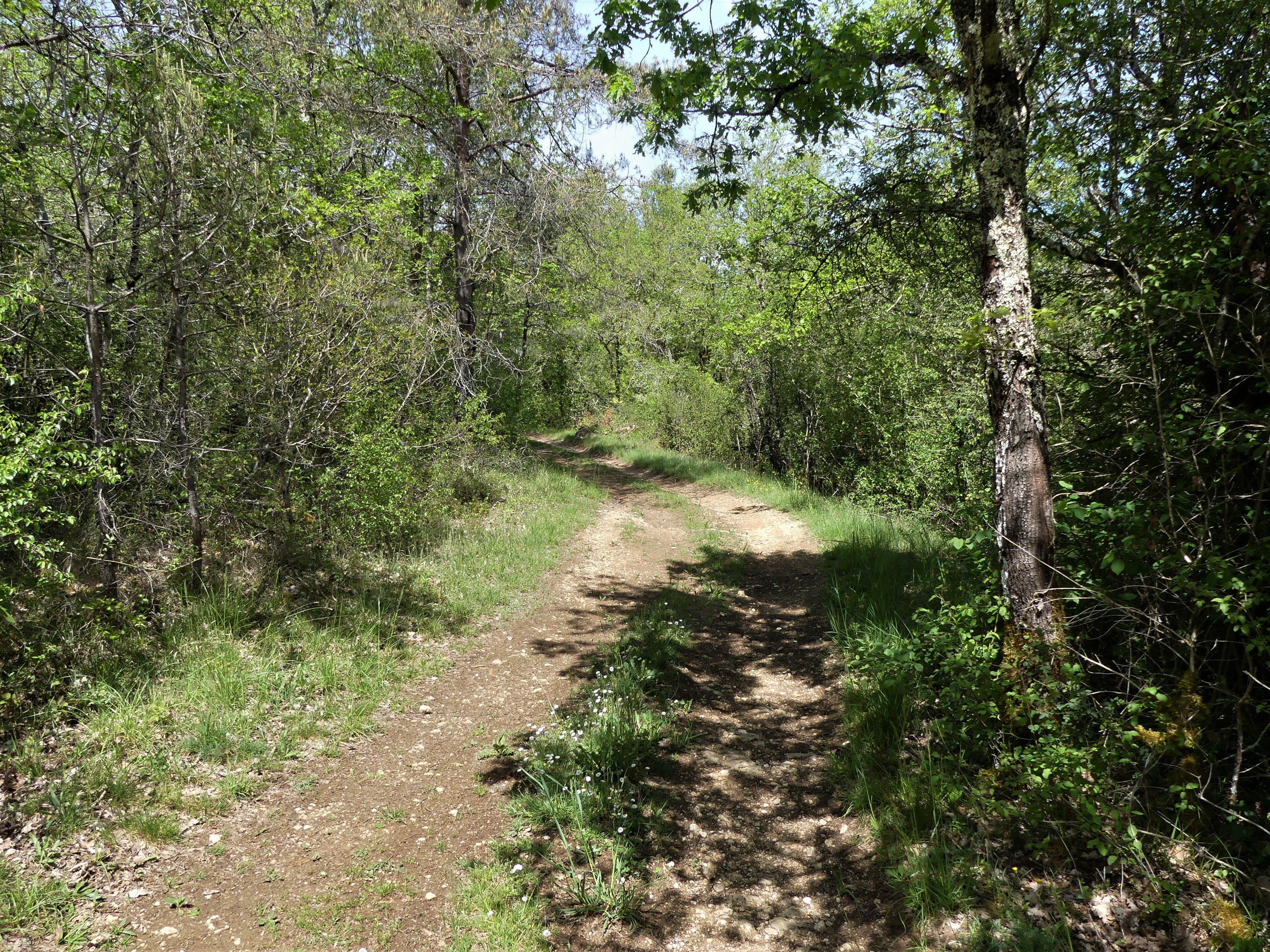
Der Fernwanderweg GR 36 nördlich von La Salle
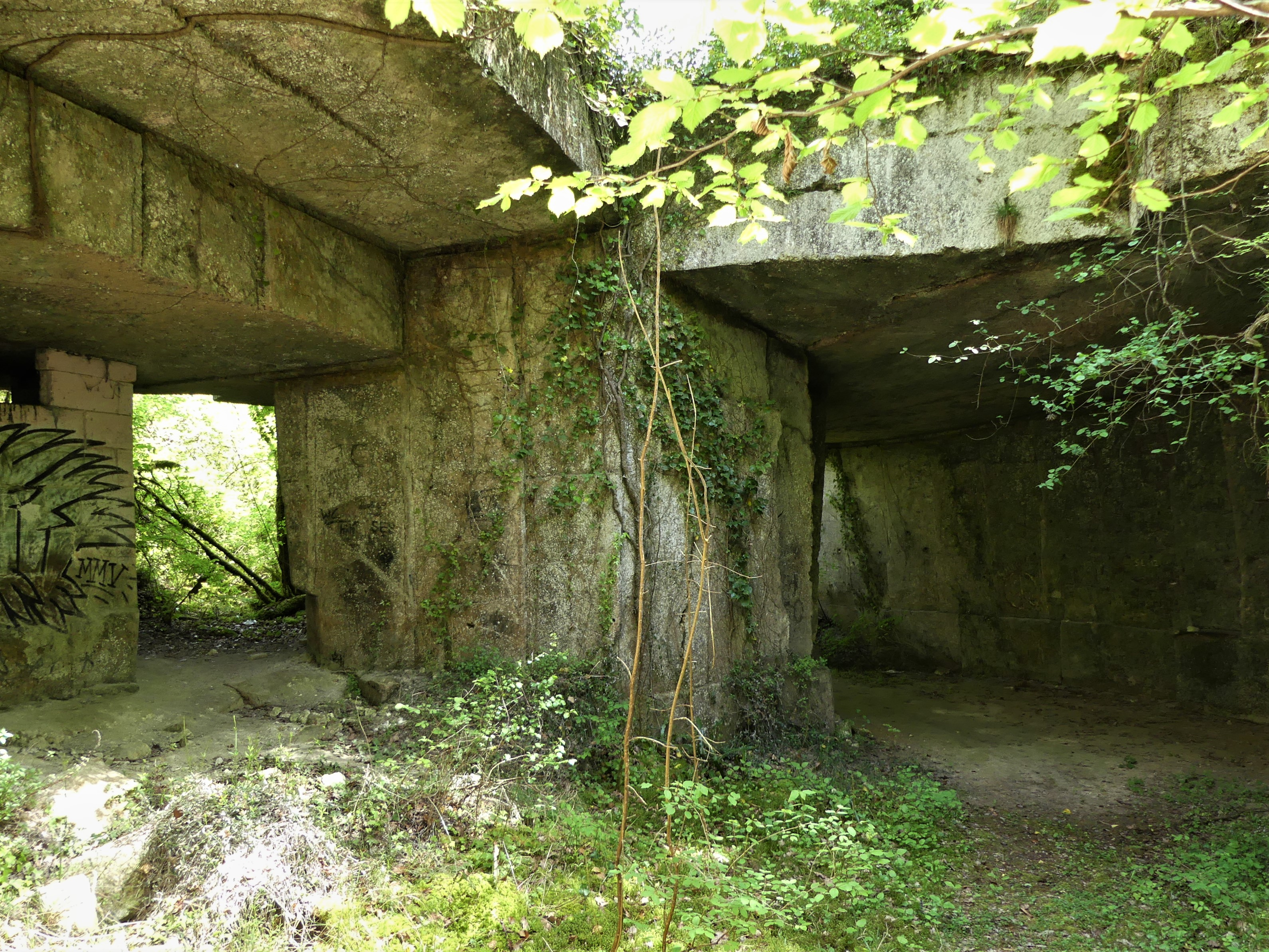
Steinbrüche im Angoumien nördlich von La Salle
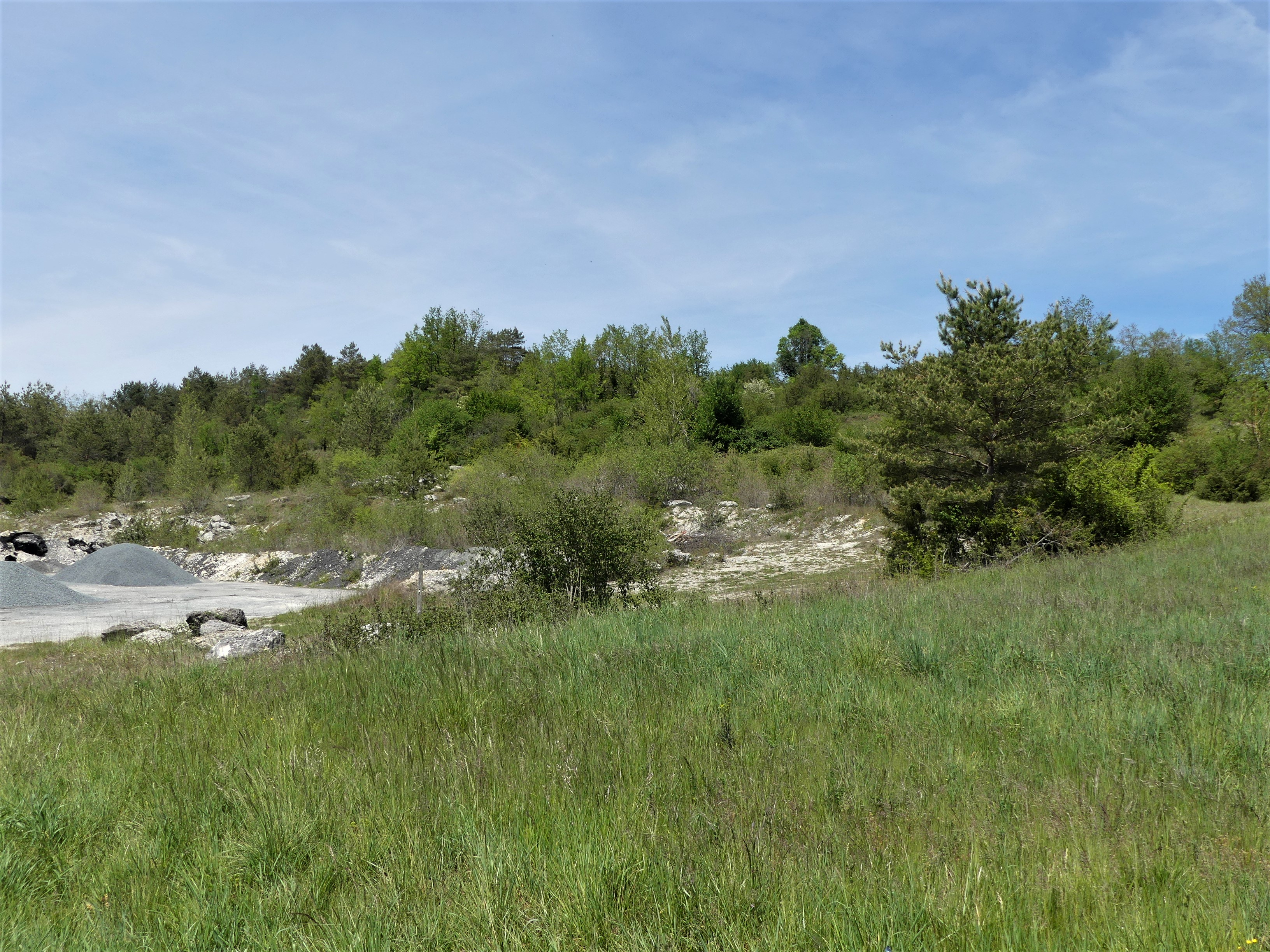
Ehemaliger Steinbruch im Ligèrien nördlich der D 939 bei Les Chambarrières
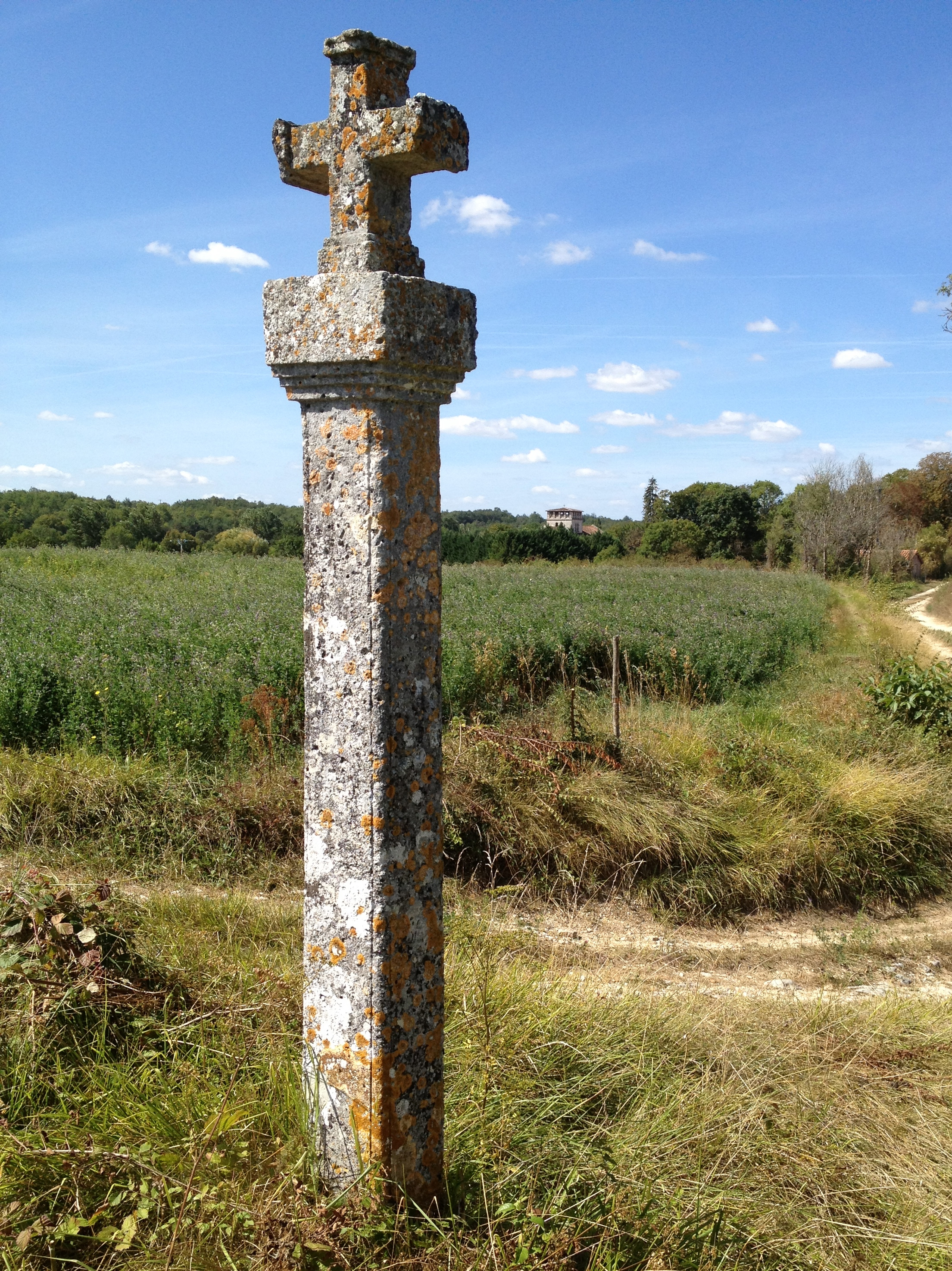
Steinernes Wegekreuz am Weg nach La Beynichie
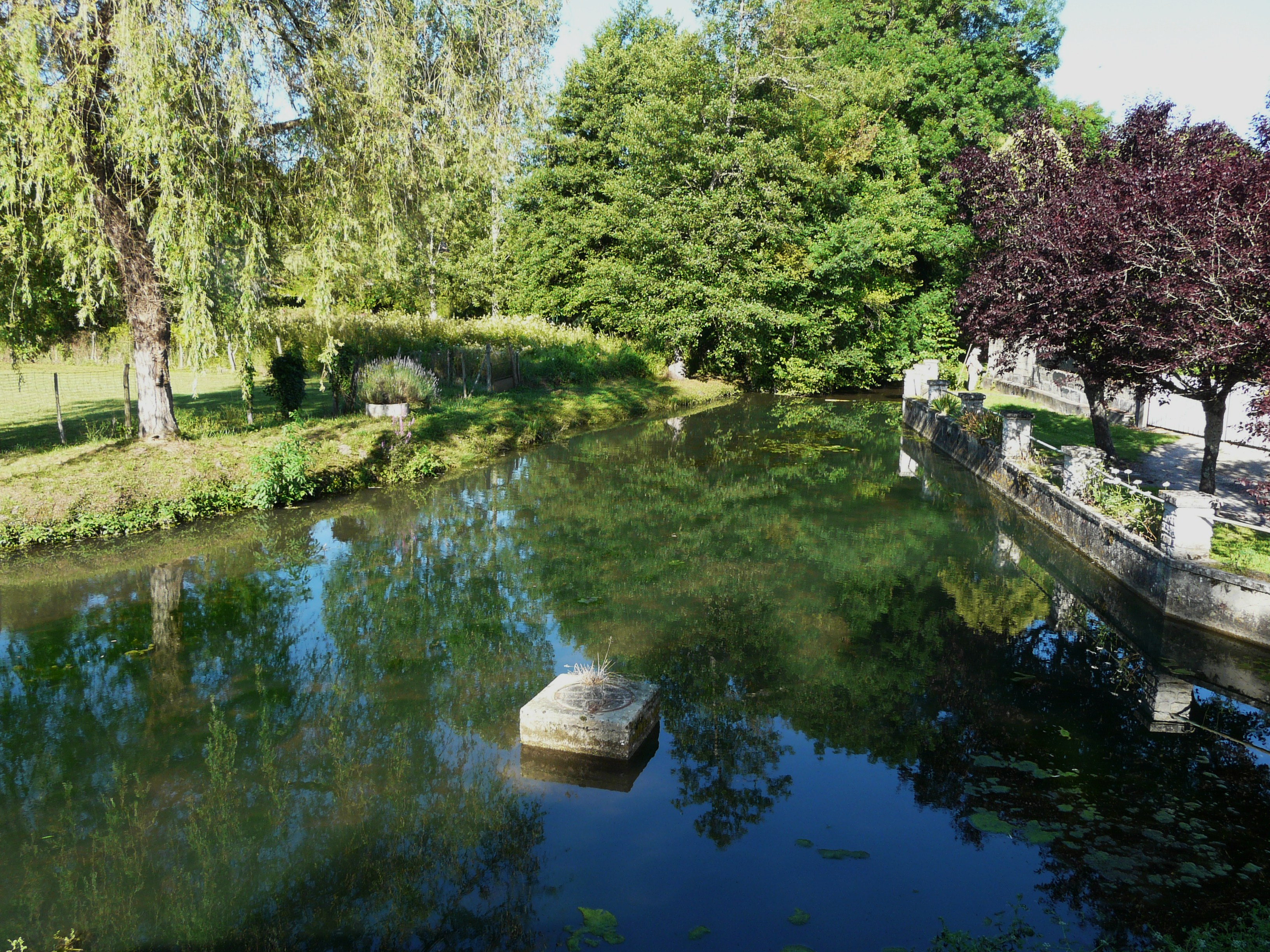
Die Belle bei Vieux-Mareuil